# 電腦太空戰
《電腦太空戰》（中国大陆又译作）是诺兰·布什内尔和泰德·达布尼以「朔望工程」名義於1970年至1971年開發的太空戰爭街機遊戲。它衍生自1962年遊戲《太空戰爭！》，是世上首款街機電子遊戲，也是首款商業化的電子遊戲。遊戲以星空為背景，玩家須控制一枚火箭，一邊在二維平面上移動，一邊射擊兩艘由電腦控制的飛碟，同時亦需要避開它們的火力。玩家在限時內取得的分數若高於電腦，便可獲得一局免費遊戲。遊戲置於由布殊內爾設計的封閉機櫃內，甚具未來感。
1969年，大學畢業的布殊內爾在史丹佛大學研究員口中得知《太空戰爭！》這款遊戲，遊玩過後他深信此作的街機版本將會非常受歡迎。當時能夠運行《太空戰爭！》的電腦十分昂貴，但布殊內爾認為，只要以較便宜的諾瓦電腦為基礎，接駁四個顯示器和投幣口，再同時運行多個遊戲，便能夠達致收支平衡。布殊內爾後來邀請達布尼合作設計街機遊戲原型，可是電腦功能不夠強大，實在無法運行多個遊戲，於是他們又想出以專門硬件來代替電腦處理部分遊戲內容。在早期概念驗證階段，他們找來納廷聯合生產遊戲。
1971年8月，加入了納廷聯合的兩人完成遊戲原型，並在史丹福大學附近的酒吧進行定點測試。數個月後，另一款同樣改編自《太空戰爭！》的投幣式街機遊戲《銀河遊戲》亦作首次展示。接著，遊戲在10月由美國音樂營運商團體舉辦的「音樂和遊戲機展覽會」首度亮相。雖然它深受觀眾歡迎，行業雜誌亦稱它極具前途和魅力，但遊戲經銷商反應不一。納廷聯合在試生產時訂購了1,500台遊戲機，期望在進一步的曝光下經銷商會回心轉意。
《電腦太空戰》發售後取得巨大成功，驗證了朔望對街機電子遊戲未來的信念。然而，遊戲在1976年的最終銷量僅介乎在1,300到1,500套之間，未能達致納廷聯合的期望。納廷聯合在1973年推出了遊戲雙人版本，但布殊內爾和達布尼未有參與製作；另一街機遊戲生產商「For-Play」亦於1972年推出山寨作《星艦迷航記》。兩人於1972年6月退出納廷聯合，把朔望轉型為街機遊戲開發和生產商，並更名為雅達利有限公司。雅達利在同年11月推出的首款遊戲《乓》取得驕人成績，比起《電腦太空戰》有過之而無不及。《電腦太空戰》的推出標誌着早期電子遊戲史終結，也是商業電子遊戲行業的開端。

## 背景
20世紀70年代初，電子遊戲幾乎完全是程式設計師和有機會使用電腦的技術人員所傳播的新奇事物，範圍主要在研究機構和大型公司。《太空戰爭！》是其中一款遊戲作品，於1962年由麻省理工學院的史帝芬·羅素及程式設計社團其他成員合作開發，以數碼裝置公司PDP-1小型计算机作遊戲平台。遊戲以星空為背景，兩名玩家須各自操作太空船，在恆星重力穴中移動並射擊對方船隻。《太空戰爭！》甫推出便被複製至多家美國學術機構的迷你電腦上，成為首款在單一機構以外可以接觸得到的遊戲。這部作品在60年代的小型程式設計社團中非常流行，當時人們把它廣泛重現於迷你電腦和大型電腦上，後來更把它轉移至早期微型電腦系統。早期電腦科學家艾倫·凱在1972年曾指「只要電腦有連接至圖形顯示器，《太空戰爭！》便會自行綻放」。1981年格雷茨回想起當時的情形亦表示，隨着遊戲的早期傳播，「幾乎所有具備程控陰極射線管的研究電腦都能找到它的蹤影」。雖然遊戲在當時廣為流傳，但它的直達範圍非常有限，原因在於相比大型電腦便宜的PDP-1其售價仍需12萬美元，售出的53台電腦大多不連顯示器，餘下的則多數設於守衛森嚴的軍事設施或研究室，每分每秒都在工作，這導致初版遊戲沒法擴大受眾、只能停留在狹窄的學術範圍。開發者一度考慮將遊戲化作商品銷售，但鑑於運行它的電腦價格高昂，不得不放棄此想法。1971年，《電腦太空戰》正式發布，是首款以《太空戰爭！》為基礎的商業電子遊戲。

## 玩法

《電腦太空戰》單人版遊戲畫面，玩家控制的火箭位於中央位置，電腦操控的飛碟則位於右上和右下方。雙方得分和每局剩餘時間也於右側顯示

《電腦太空戰》以星空為背景，玩家須控制一枚火箭，在二維平面上移動，在射擊兩艘飛碟的同時避開它們的火力。玩家可以發射導彈攻擊飛碟，但一次只能發射一枚，且設有冷卻時間。發射導彈後，玩家可以轉動火箭，藉以控制導彈往左右移動。即使玩家不加速，火箭仍會保持移動，也可以在沒有慣性的情況下以穩定速率旋轉，而旋轉船隻並不會改變它的移動方向。飛碟會分開行動，其中一艘停留在原地或以之字形圍繞屏幕滑翔，另一艘則在下方保持恆定距離。如果火箭或飛碟移動至屏幕邊緣位置，它則會在另一側以環繞效果重新出現。
總括而言，玩家須控制的包括火箭的順時針和逆時針旋轉、向前推進、發射導彈。每當玩家被導彈或飛碟擊中時，屏幕便會閃爍，玩家的火箭會快速旋轉並消失，然後重新出現在同一位置。同樣地，如果電腦操控的飛碟被導彈擊中，屏幕亦會閃爍，飛碟則短暫消失。屏幕右側的計數器記錄玩家火箭和敵方飛碟被摧毀的次數，以及該局遊戲的持續時間。每局時間限制為60至150秒，可由操作員調整，但默認為90秒。當時間到了，而且玩家分數低於電腦一方，遊戲便會結束。如果玩家分數高於電腦，那麼遊戲便會啟動「超空間」功能，此時黑白兩色反轉，玩家可以享受另一局免費遊戲。假若玩家繼續獲勝，遊戲將會繼續開展新一局，顯示的顏色也會無限期地反轉。每局定價一枚25美分硬幣；但如果按照說明書建議來調整機器，最佳定價則為兩枚25美分硬幣。當玩家或電腦取得超過9分時，遊戲會顯示扭曲的字符；而當分數達到16分時，為了顧及視覺和遊戲性，遊戲將會強行重置雙方得分至0分。
遊戲雙人版本設有另一種遊戲模式，取消了電腦控制的飛碟，改為讓兩名玩家操縱火箭互相對抗。修改後的控制面板包含兩套控制裝置，部份機器則以控制杆取代原先的移動按鈕。

## 開發
诺兰·布什内尔曾於猶他大學攻讀電機工程學，期間他在電子遊樂場兼職，認識了多款機電遊戲機，例如芝加哥硬幣於1969年出產的競速遊戲《賽道》（Speedway）。布殊內爾一邊幫忙維護機器，一邊觀看顧客玩樂，從中了解機器的工作原理，同時拓展加深自己對於遊戲業務運作方式的理解。1969年，大學畢業的布殊內爾在加利福尼亞州的錄音錄像技術公司Ampex擔任工程師。
在某家圍棋俱樂部內，布殊內爾遇到正為史丹佛大學人工智能項目工作的研究員吉姆·史坦（Jim Stein），並從後者口中得知大學實驗室的PDP-6小型计算机安裝了1962年遊戲《太空戰爭！》。後來，布殊內爾到訪實驗室，並與史坦一同遊玩《太空戰爭！》。1969年夏天，布殊內爾在猶他州的潟湖遊樂園擔任遊戲部門經理，負責監督街機遊戲，當他看到《太空戰爭！》時，他深信這款遊戲的街機版本將會非常受歡迎。可是，能夠運行《太空戰爭！》的電腦十分昂貴，意味著在街機重現這款遊戲的想法在經濟角度上是行不通的。1970年春天，布殊內爾看到一則關於諾瓦電腦僅售4,000美元的廣告，重新燃起他對於街機版《太空戰爭！》的想法。布殊內爾認為，在這個價格下，如果機器能夠接駁四個顯示器和投幣口，而且可以同時運行多個遊戲，那麼街機遊戲在經濟上是可行的。接著，布殊內爾在史丹福大學實驗室內，向他的同事、同樣身為工程師的泰德·达布尼展示了《太空戰爭！》，兩人同意合作，嘗試設計街機遊戲的原型。布殊內爾在電腦和數碼工程方面具備經驗，但不足以獨自創造遊戲，而較年長的達布尼曾經設計影像信號處理控制電路以及電源，較為熟悉模擬和硬件工程，可以形成互補之勢。
在就初步想法達成一致後，布殊內爾和達布尼開始在諾瓦電腦的基礎上設計原型機。兩人在夏天制定開發遊戲的計劃，並在初秋迎來另一位開發者——同樣在Ampex工作的程式設計師拉里·布萊恩（Larry Bryan）。為了方便購買部件，布殊內爾和達布尼各出資100美元成立了合夥公司，布萊恩則把它命名為「朔望」（Syzygy）。他們的計劃很快就遇到挫折：電腦功能不夠強大，無法同時運行多個遊戲，而且刷新顯示器的速度也達不到使遊戲可玩的要求。布萊恩在1970年8月嘗試設計運行遊戲所需的源代码，不久後他便意識到這一點，他在公司正式成立之前就離開了該項目，而且從未貢獻任何資金。布殊內爾和達布尼又花費了數個月時間在設計方面。兩人試圖以專門硬件替換子程式來減輕電腦負荷，例如在顯示星空背景方面，但此舉並不足夠，即使減少顯示器的數量也無濟於事。到了1970年11月底，布殊內爾以項目難以繼續為由，決定放棄，而達布尼也在前一段時間停止設計工作。雖然諾瓦電腦的功能不夠強大，但其實早在1968年12月舉行的秋季聯合電腦會議上，通用資料公司便展示了新一代的諾瓦電腦，功能更為強大，可以運行單個《太空戰爭！》，定價8,000美元，可惜這個解決方案對於街機遊戲來說過於昂貴，畢竟當時一款街機遊戲的成本約為1,000美元。然而，布殊內爾無法將遊戲想法拋諸腦後，他很快便想到一種無需電腦控制即可使用硬件操縱屏幕上影像信號的方法，兩人也因而聯想到可以透過構建硬件組件來代替電腦處理部分遊戲內容。
布殊內爾和達布尼開始設計定制硬件來運行遊戲的功能，幾經努力之下，終於在1971年1月成功製造一個在屏幕上移動的點。接著，布殊內爾草擬了一封日期為1月26日的信，內容大概是希望訂購六台諾瓦電腦。然而，他沒有寄出這封信；在接近1月底時，他嘗試在一台諾瓦電腦上運行程序，卻發現他們誤算了機器要求。即使從現稱為《宇宙戰》（Cosmic Combat）的程序中刪除幾個功能，電腦仍然無法同時運行多個實例。雖然這個問題令人沮喪，但布殊內爾很快便意識到用定制硬件完全取代諾瓦電腦屬於可行方法，而且構建整個遊戲的電腦系統的成本會低得多。因此，他們毋須為了確保獲利而在同一台機器上運行多個遊戲實例。另一方面，相比起諾瓦電腦，定制硬件功能不夠強大，因此兩人需要修改遊戲玩法。《太空戰爭！》是款多人遊戲，特點是玩家圍繞中心恆星的重力穴進行混戰，但這些特色都無法依賴兩人製作的專用電路來重現，於是他們把遊戲簡化，只設單人模式，玩家將會在開放空間內與兩艘由電腦控制的太空船作戰。
1971年1月，布殊內爾和達布尼正式成立「朔望工程」（Syzygy Engineering），並各自投入200美元，使公司資金累積至700美元。兩人帶同原型機先後拜訪Ampex和達布尼的一位前上司，但沒有任何收獲。當時主要的街機遊戲製造商都位於芝加哥以外，這限制了他們向現有公司展示自己想法的能力。在同年年初的一次牙科約診中，布殊內爾向牙醫介紹了這款遊戲，並指自己正在尋找製造商。牙醫得知後把他介紹予另一名病人——在加利福尼亞州山景城納廷聯合出任銷售經理的戴夫·拉爾斯汀（Dave Ralstin）。納廷聯合於1966年創立，以銷售模擬問答街機遊戲《電腦測驗》（Computer Quiz）為主。但是，由於問答遊戲越來越不受歡迎，《電腦測驗》的銷量持續下滑，加上納廷聯合手上沒有一支能夠設計出成功全新遊戲的開發團隊，開始令公司感到危機，急需尋找另一款熱門遊戲。與布殊內爾會面後，納廷聯合認為他的遊戲正是公司所需要的潛在成功產品，不僅同意生產這款遊戲，還聘請布殊內爾擔任公司的首席工程師。此外，雖然納廷聯合同意向朔望工程提供空間來建造原型機並在完成後生產，可是朔望工程依然保留了遊戲的所有權。納廷聯合每售出一台街機，朔望工程可獲5%版稅。經協商，布殊內爾可以在正常工作時間以外開發《宇宙戰》，直到它投入生產為止，以便在概念上與他在納廷聯合的新工作分開，從而防止納廷聯合後來因支付建造遊戲的時間或材料而索取所有權。達布尼初時認為沒有更多證據表明遊戲可能會成功，因此不願意放棄他做了十年的穩定工作，直至同年夏天他才決心離開Ampex，加入納廷聯合。

## 定點測試與推出

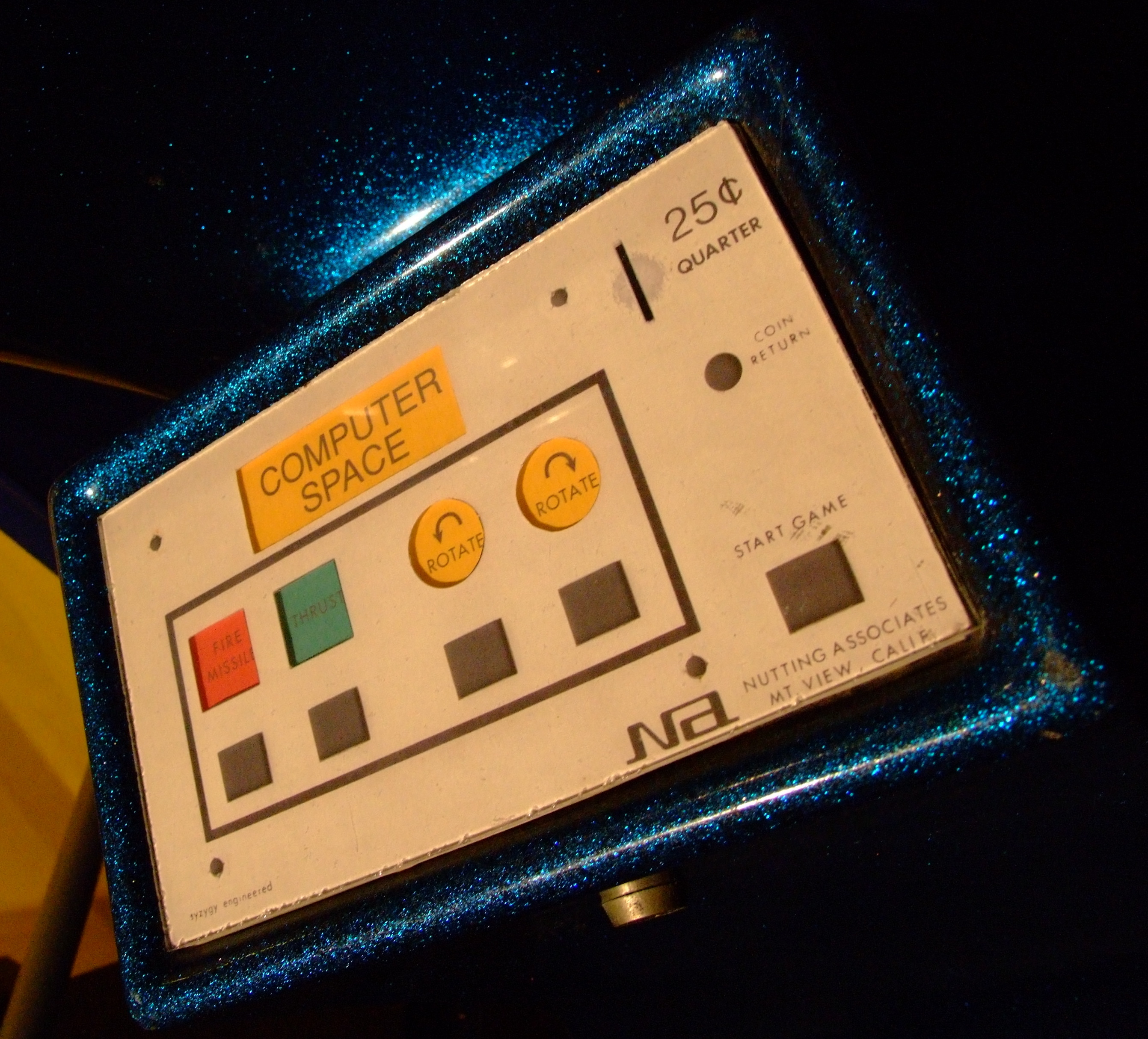
遊戲機的控制面版

布殊內爾加入納廷聯合後，便主力研發和製作合適的硬件，期間達布尼曾就一些設計向布殊內爾提供建議。而在達布尼跳槽後，他協助製作遊戲機機櫃、硬幣接收器、控制面板、電源等可以把原型機轉變為實際街機遊戲的配件，並設計了簡陋的音響系統，以發出類似火箭發動機的聲音。到了1971年8月，遊戲原型已經完成（此時遊戲被重新命名為《電腦太空戰》，旨在在標題上與同公司推出的《電腦測驗》對齊），準備進行定點測試。他們在史丹福大學附近的酒吧「荷蘭鵝」（Dutch Goose）安裝了這款遊戲，並取得了巨大成功。納廷聯合被這種反應所鼓舞，急忙製作了幾個成品櫃，務求在10月由美國音樂營運商團體（Music Operators of America）舉辦的「音樂和遊戲機展覽會」（Music & Amusement Machines Exposition）展出。進一步的定點測試發現，顧客對遊戲機制和控制感到困惑，熱度亦開始減退，促使朔望趕緊調整遊戲說明，使玩家更易明白。
最終遊戲設計未有採用微處理器，整個電腦系統是由7400系列集成電路組成的有限狀態機，二極體陣列保存了遊戲的單色圖形元素。布殊內爾設計的陣列讓他僅用四個便能在16個方向上轉動火箭，它們按照船隻形狀佈置，使遊戲營運者清楚知道哪項硬件壞了需要更換。陣列減少了遊戲更新屏幕時必須執行的工作量，每個元素也可獨立移動，而非像《太空戰爭！》般為了任何變化而刷新整個屏幕。在屏幕上出現的船隻圖案由點組成，而不是連接的線，並且本質上是硬連線點陣圖，故被認為是精靈圖概念的雛形。機櫃以通用電氣15吋黑白電視屏幕作為顯示器，並專門為遊戲而改裝。在布殊內爾構建的基本算法中，敵艦是向玩家火箭所在的屏幕象限開火，而不是直接射擊火箭。
當朔望和納廷聯合為音樂和遊戲機展覽會做準備時，布殊內爾得知另一組工程師比爾·皮茨（Bill Pitts）和休·塔克（Hugh Tuck）也嘗試開發製作街機版《太空戰爭！》。1971年8月，布殊內爾致電皮茨和塔克，希望與他們見面，並討論他們如何解決在廉價電腦上運行《太空戰爭！》的問題。皮茨和塔克當時正在製作《銀河遊戲》原型機，它配備惠普1300A靜電熒幕，接駁PDP-11/20版本的PDP-11迷你電腦，令原型機總成本高達2萬美元。會面後，布殊內爾和達布尼發現，皮茨和塔克根本未有任何創新解決方案來製造具備經濟競爭力的街機遊戲，他們鬆了一口氣，亦略感失望。另一方面，皮茨和塔克雖然對布殊內爾的硬件印象深刻，但認為《電腦太空戰》是款單人遊戲，沒有原版遊戲的中心恆星重力穴，只是東施效顰，而自己的《銀河遊戲》則是優秀改編。皮茨和塔克最終製作了兩個《銀河遊戲》原型機，但由於機櫃成本高昂，未能將它商業化，只能安放在史丹福大學學生會大樓內展出。
《電腦太空戰》於1971年10月15日至17日舉辦的音樂和遊戲機展覽會首次亮相。達布尼最初為遊戲機原型設計了木製機櫃，卻被布殊內爾棄用，後者改以泥膠設計出模型，然後交由一家游泳池建造商製作出彎彎曲曲且具未來主義的玻璃纖維機櫃。控制面板從機櫃主體延伸出來，包含四個按鈕。兩人曾希望使用控制杆操縱火箭移動，奈何它太容易損壞，無法在定點測試中堅持一晚。無獨有偶，《銀河遊戲》的開發者遇到同樣問題，但他們利用在軍事用品店發現的軍用物品來解決。機櫃展示了納廷聯合的名稱和徽標，以及「由朔望製作」一詞。納廷聯合在展會上展示了四個機櫃，紅色、藍色、白色、黃色各一，暗示遊戲已經投產，但實際上它們是公司當時僅有的機櫃。起初機櫃以純色為主，後來加上了閃爍拋光。機櫃在運輸過程中出現不同程度的損壞，其中一台的顯示器更碎裂，朔望隨即修理了三台可用的機櫃，並打開第四台以向參加者展示內部結構。遊戲深受觀眾歡迎，展區人頭湧湧，音樂行業雜誌《錢箱》稱它極具前途和魅力。然而，遊戲經銷商對這款遊戲猶豫不決，既擔心遊戲的潛力和可靠性，又憂慮嵌入式顯示器會成為小偷的目標。人們對於納廷聯合在展會接了多少訂單意見不一，布殊內爾指公司未有收獲，也有部分資料指公司獲得少量訂單。納廷聯合不顧一切地下令大規模生產遊戲，期望在進一步的曝光下分銷商會回心轉意。遊戲在11月尾至12月初期間進行小批量試生產，並在1972年1月底左右開足馬力生產。

## 反響

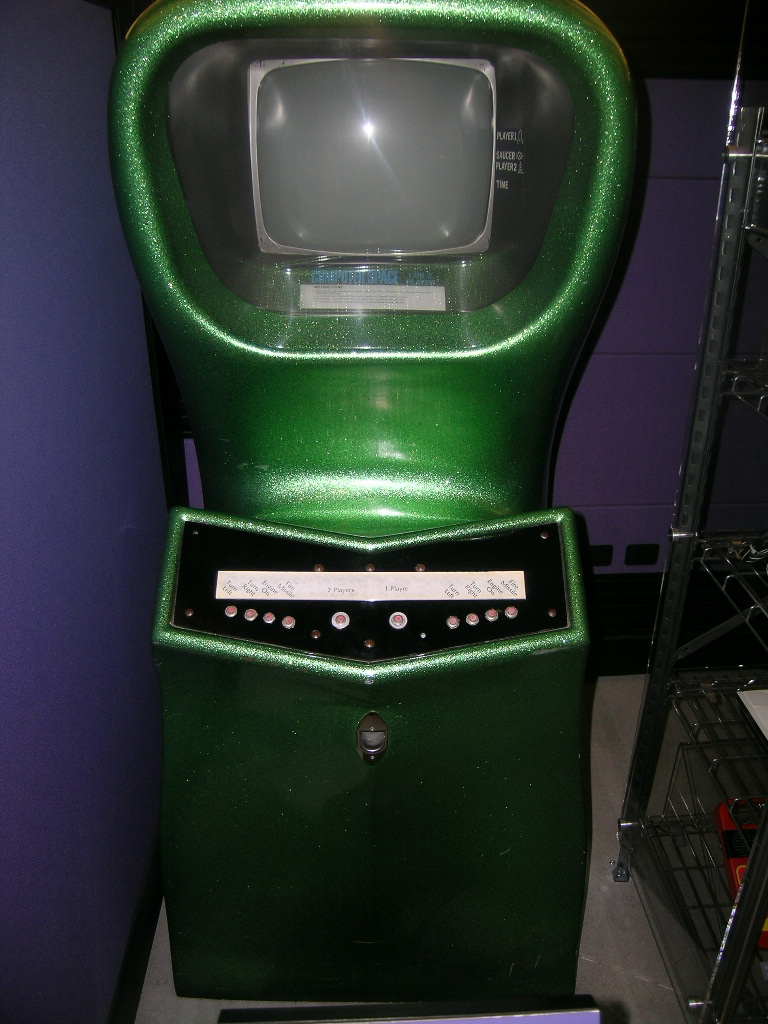
《電腦太空戰》雙人版本

納廷聯合在試生產時訂購了1,500台《電腦太空戰》，考慮到當時一款熱門街機遊戲的銷量大約是兩千套，少數更達至一萬套，這個決定可謂樂觀。經銷商對遊戲反應不一，有些對它感到興奮，也有些感到困惑，認為它充其量不過是曇花一現。到了1972年春天，遊戲已售出逾千套。據布殊內爾在1976年所稱，遊戲最終銷量介乎在1,300到1,500套之間。雖然遊戲取得商業成功，賺得逾一百萬美元，但未能重現當年《電腦測驗》的空前成功，這讓納廷聯合頗為失望。對比《電腦測驗》，《電腦太空戰》控制過於複雜、學習曲線陡峭，從而將習慣遊玩簡單遊戲的玩家拒之門外，是它未能取得巨大成功的潛在原因。布殊內爾指出，遊戲備受歡迎的地點通常位於大學校園附近，例如作定點測試的「荷蘭鵝」酒吧；但是，投幣街機遊戲的主要受眾都聚集在工人階級酒吧，而那裏的顧客對於解讀複雜遊戲不太感興趣。他在紀錄片《電子遊戲入侵：全球迷戀的歷史》（Video Game Invasion: The History of a Global Obsession）中解釋：「當然，我喜歡它，我所有的朋友都喜歡它，但他們都是工程師。對於在酒吧裏喝啤酒的人來說，這有點太複雜了。」他亦指出部分困難源於遊戲的新穎程度，此前未接觸過電子遊戲的玩家未能靈巧和手眼協調地遊玩多按鈕互動遊戲，但認為隨著時間推移，人們會在兩三年後更容易理解和遊玩。另一方面，布殊內爾和達布尼稱遊戲的新穎性也是它吸引玩家的部分原因，因為當時大多數人只從電視屏幕上看過電視台廣播的畫面，從未看過屏幕會顯示由玩家在其前方控制而產生的圖像。
即使遊戲未能達到納廷聯合的厚望，但公司仍在1973年7月製作了雙人遊戲版本。機櫃起初交由布殊內爾設計，但他的設計未完成或未被使用，最終由史蒂夫·布里斯托（Steve Bristow）以綠色玻璃纖維製成。布殊內爾和達布尼沒有進一步開發這款遊戲，它也沒有取得很大成功。雖然當時最成功的街機遊戲一般都會催生一打山寨作，但已知的《電腦太空戰》翻版只得一款，便是由生產商「For-Play」於1972年推出的《星艦迷航記》。在1973年電影《超世纪谍杀案》中，定制的《電腦太空戰》白色機櫃以未來娛樂設備身份登場，標誌著電子遊戲首次在電影出現。
布殊內爾認為自己勞苦功高，不再甘於做一名小小員工，於是向公司索要33%股份，否則離職。可是，納廷聯合只答應給予他5%股份。1972年6月，布殊內爾和達布尼一同離開納廷聯合，並把朔望轉型為街機遊戲開發和生產商。後來，他們發現已有別家公司以朔望為名，因此把公司更名為雅達利有限公司。布殊內爾後來表示，《電腦太空戰》的成功刺激了他對於未來遊戲的想法，因為他以前從未創造過能賺這麼多錢的東西。此外，這段日子他目睹納廷聯合在公司經營方面甚為糟糕，但他認為此經歷將會成為反面教材，有助他經營雅達利。在1976年倒閉之前，納廷聯合未有再製作任何《電腦太空戰》遊戲。布殊內爾的熱忱很快便得到響應：雅達利在1972年11月推出的首款遊戲《乓》取得驕人成績，比起《電腦太空戰》有過之而無不及。雖然《電腦太空戰》的影響力不及《乓》，但作為首款街機電子遊戲，它對未來的電子遊戲設計產生強烈影響，比如使用了之前的機械街機遊戲術語和設計。它同時是個範本，將之前在研究用大型電腦上設計和遊玩的媒介，轉變為可讓普通消費者接觸的商業模式。它直接啟發了一些遊戲設計師和電子遊戲，例如：史蒂夫·布里斯托，他以《電腦太空戰》為藍本製作《坦克》（1974年），通過用更容易控制的坦克來糾正遊戲的缺陷；傑瑞·勞森，設計了1976年發行的家用遊戲機Fairchild Channel F；拉里·羅森塔爾（Larry Rosenthal），他不喜歡簡化了《太空戰爭！》的《電腦太空戰》，於是製作出採用向量圖形的《太空大战》（1977年）；艾德·羅格，他將遊戲的控制和移動方式與《太空侵略者》（1978年）互相結合，製作了《爆破彗星》（1979年）。《電腦太空戰》的推出標誌著早期電子遊戲史終結，也是商業電子遊戲行業的開端。